# Provincia de Jauja

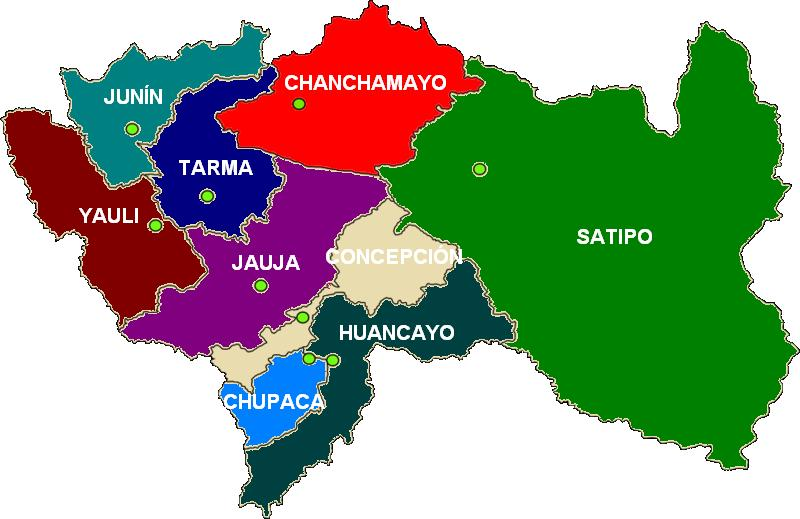
Provincias del departamento de Junín

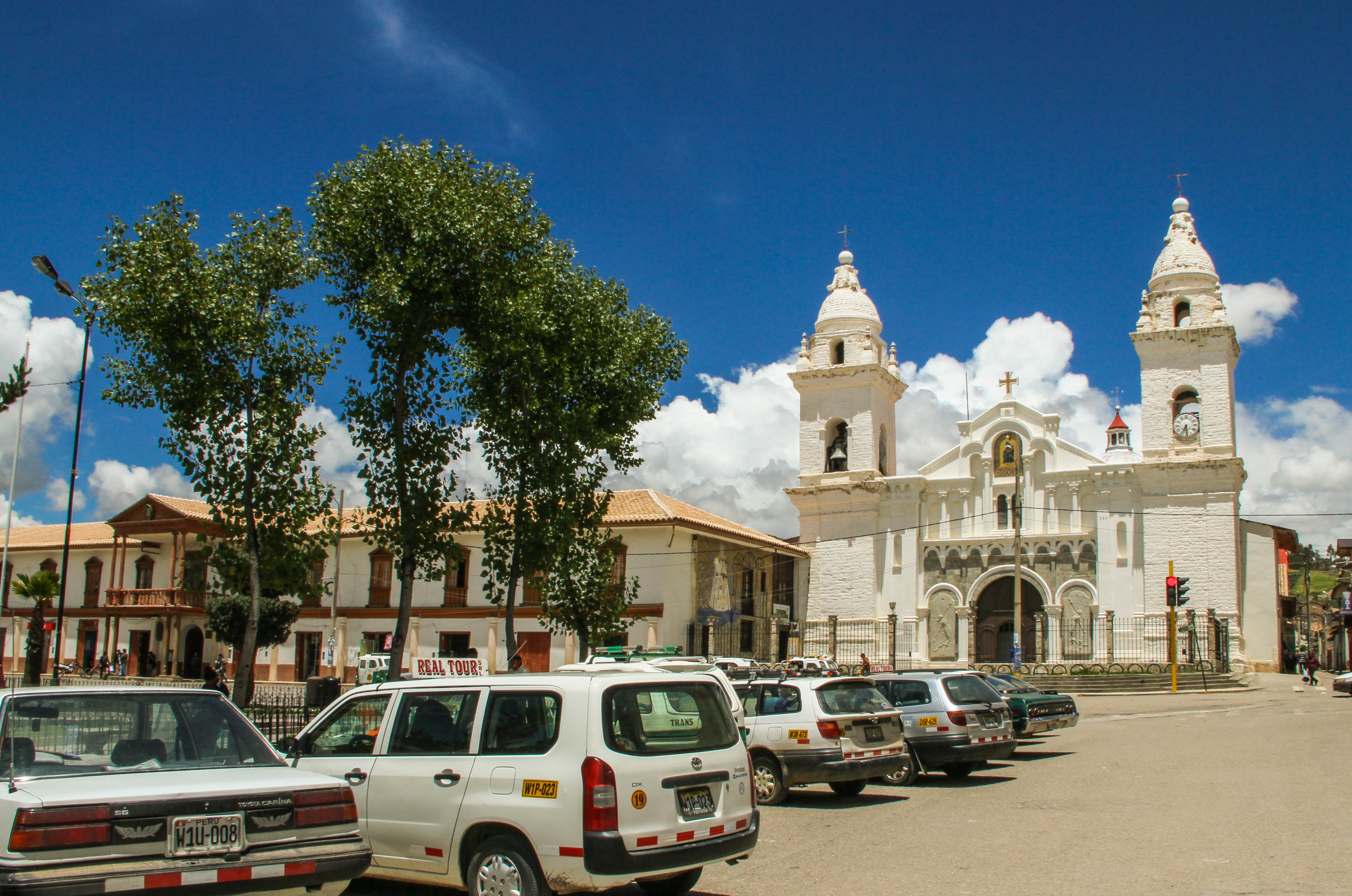
Vista de la esquina del jr. Grau y Junín hacia la iglesia de la plaza mayor de Jauja.

La provincia de Jauja es una de las nueve que conforman el departamento de Junín en el Perú. Limita por el norte con las provincias de Yauli, Tarma y Chanchamayo; por el este con la provincia de Satipo; por el sur con la provincia de Concepción, y por el oeste con el departamento de Lima.
Dentro de la división eclesiástica de la Iglesia católica del Perú, pertenece a la Vicaría IV de la arquidiócesis de Huancayo.

## Historia

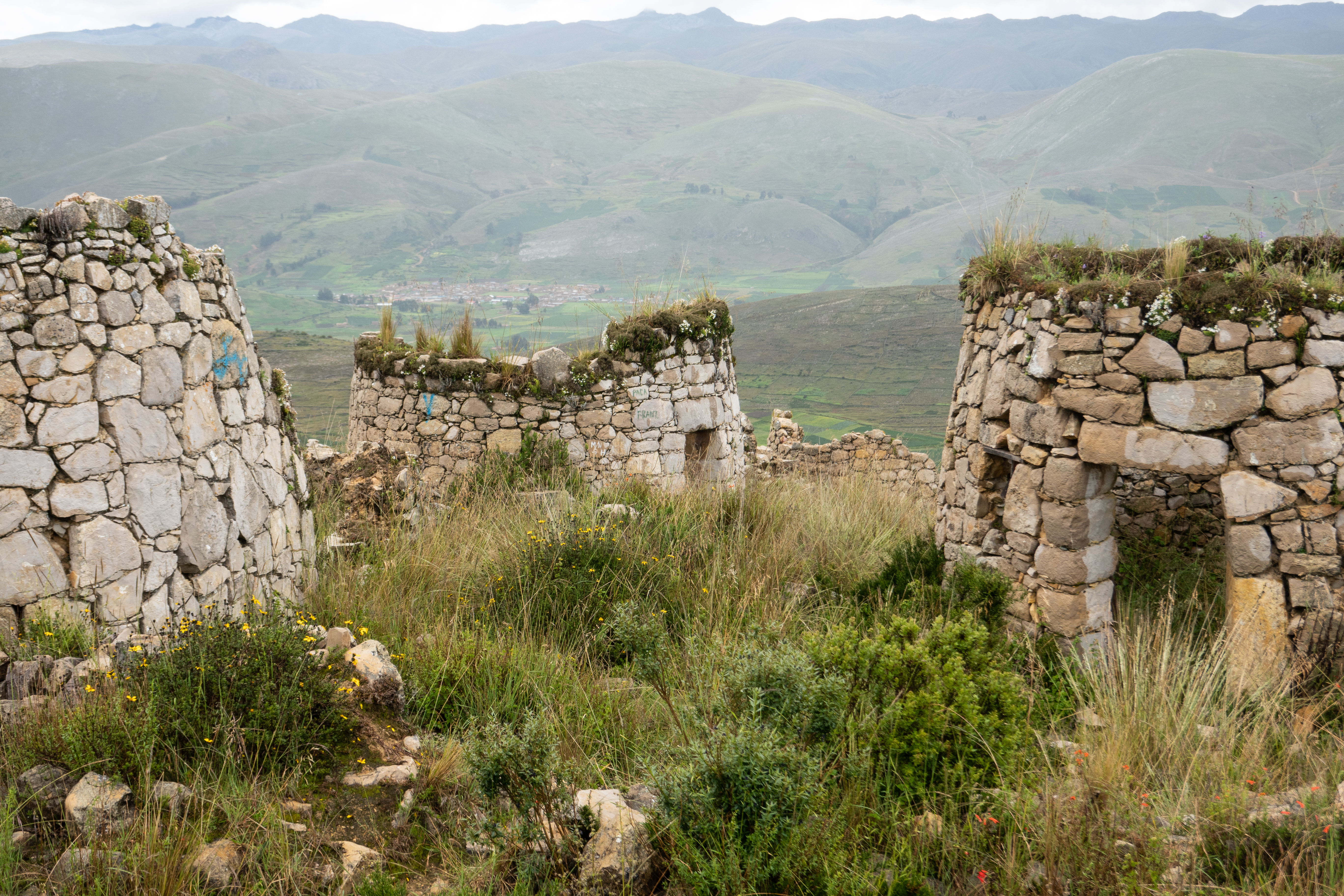
Tunanmarca en Jauja

Antes la llegada de los españoles, se llamaba Hatun Xauxa y era el centro principal de la nación Hatun Xauxa, que formó parte del Tawantinsuyo tras la expansión del inca Pachacútec.
El 25 de abril de 1534, por sus bondades climáticas y demográficas, fue fundada por Francisco Pizarro con el nombre de «Santa Fe de Hatun Xauxa» como la capital del Perú.
Durante la colonia, Jauja pasó a formar un corregimiento dependiente de la intendencia de Tarma, que era la principal ciudad de la zona.

## Geografía
Jauja se ubica geográficamente en los Andes centrales, siendo su posición geográfica de 75° 30' 00 latitud oeste, 11° 46' 48 latitud sur, con una altitud de 3373 m s. n. m. Políticamente se localiza en el departamento de Junín, provincia de Jauja.

## Clima
Corresponde a la región sierra siendo variado de acuerdo a las estaciones, templado, seco y lluvioso en los meses de diciembre a abril con una temperatura promedio de 14° a 18 °C y en los meses de mayo a noviembre, corresponde el verano, llegando la temperatura a descender a bajo cero en los meses de junio y julio. Estas características le otorga al clima de Jauja ser uno de los más benignos de planeta.

## División administrativa
Jauja es la provincia con más distritos del departamento de Junín, siendo estos treinta y cuatro:
1. Jauja
2. Acolla
3. Apata
4. Ataura
5. Canchayllo
6. Curicaca
7. El Mantaro
8. Huamalí
9. Huaripampa
10. Huertas
11. Janjaillo
12. Julcán
13. Leonor Ordóñez
14. Llocllapampa
15. Marco
16. Masma
17. Masma Chicche
18. Molinos
19. Monobamba
20. Muqui
21. Muquiyauyo
22. Paca
23. Paccha
24. Pancán
25. Parco
26. Pomacancha
27. Ricrán
28. San Lorenzo
29. San Pedro de Chunán
30. Sausa
31. Sincos
32. Tunanmarca
33. Yauli
34. Yauyos

## Capital
La capital de la provincia es la ciudad de Jauja. Esta ciudad fue fundada por Francisco Pizarro como la primera capital del Perú.

## Autoridades

### Regionales
- Consejero regional
  - 2019-2022:[2] David Enrique Eslado Vargas (Caminemos Juntos por Junín)

### Municipales
- 2023-2026
  - Alcalde: Ángel Huamán Mucha, de Junín Renace.
  - Regidores:

### Policiales
- Comisaría de Jauja
  - Comisario: Cmdt. PNP

### Religiosas
- Arquidiócesis de Huancayo[3]
  - Arzobispo de Huancayo: Mons. Pedro Barreto Jimeno, SJ
- Parroquia Santa Fe[4]
  - Párroco: Pbro. Percy Castillo Vílchez

## Educación

### Instituciones educativas
Entre las más representativas destacan:
Nuestra Señora del Carmen 
San José
San Vicente

## Festividades
- Enero: Tunantada
- Febrero: Carnaval Jaujino, los carnavales varían según distrito
- Marzo: Vía Crucis o peregrinación a la cruz de Huancas
- Abril: Aniversario de la fundación de Jauja, Maqtada o Majtada de Cáceres
- Mayo: Fiesta de las Cruces
- Junio: Inti Raymi
- Julio: Herranza Jaujina
- Octubre: Fiesta Patronal de la Provincia de Jauja en honor a la Virgen del Rosario